# 拉拉鄂斯戰爭
拉拉鄂斯戰爭，是台灣阿美族傳說中拉拉鄂斯族（阿美語）和卑南族之間因為莎娃的問題而爆發的一場大規模戰爭，交戰過程相當慘烈，雙方都付出了極大的犧牲，最後參戰的拉拉鄂斯族青年因為不敵卑南族人數眾多的軍隊，最終全滅，但也因此讓其他阿美族各部落對卑南族起了戒心，影響他們在日後太巴塱戰爭中的立場走向。

## 傳說

### 背景
拉拉鄂斯戰爭的起因來自於傳說中被卑南族擄走的太巴塱部落美女莎娃，由於族裡的青年馬亞威在卑南族的猴祭上假扮成卑南族認為會帶來好運的紅衣神欺騙他們，藉此協助莎娃的哥哥阿杆救回他的妹妹，而他的事蹟也因此被族人所稱頌，使得卑南族在發現真相後相當憤怒，開始組織軍隊、打算教訓那些阿美族人，而居住於兩族交界的拉拉鄂斯族變成為了他們的第一個目標。

### 第一波衝突
卑南族首先派出一支小隊去拉拉鄂斯族出草、獵走了他們一個人頭作為宣戰，馬亞威知道之後相當憤怒，獨自潛入卑南族的部落獵走了兩個人頭、卑南族因此又去他們那裡獵了三個人頭、馬亞威便再獵了六個卑南族的人頭，雙方情況越來越緊張，但因為馬亞威每次獵人頭時都沒人看到他的入侵，讓卑南族不敢貿然大規模進攻，最後他們藉由在檳榔樹上的血跡發現馬亞威是飛躍過樹梢入侵後，便在那裡設下暗箭陷阱，不知情的馬亞威再次入侵時便被箭射中而身亡。

### 正式開戰
殺死馬亞威後，卑南族便開始調動大規模的軍隊進攻拉拉鄂斯族，由於馬亞威死了，使得族人內部士氣低迷、再加上卑南族軍隊人數眾多，造成拉拉鄂斯族在戰爭中節節敗退，拉拉鄂斯族的頭目知道以目前族內戰力是沒辦法對抗卑南族的，但他仍然集結起當下殘存的年齡階級戰力、鼓舞大家勇敢對抗卑南族，並且要大家在戰場上把自己的腳綁上繫牛草（Salipata'），不讓自己逃跑、表示視死如歸的決心，最終在最後一次交戰中，拉拉鄂斯族的青年全數陣亡。

### 後續
這場戰爭重創拉拉鄂斯族的力量、無力繼續抵抗卑南族，卑南族軍隊因此得以進入北方阿美族區域、持續往莎娃所在的太巴塱部落進攻，但他們本身也損失慘重、再加上拉拉鄂斯族的犧牲也讓阿美族各部落相當憤怒，轉而支持同族的太巴塱部落，埋下日後卑南族在太巴塱戰爭中落敗的遠因。

## 影響
因為拉拉鄂斯戰爭的關係，拉拉鄂斯族與阿美族就此跟卑南族成為世仇，雙方的對立要一直到拉拉鄂斯族被阿魯拿焰（Arunayan）和阿魯曝烷（Arupuwan）毀滅才暫告一個段落。